# 绿短脚鹎
绿短脚鹎（学名：Hypsipetes borbonicus）是一种鹎科短脚鹎属的鸟类，地方分布于留尼汪岛。1974年，通过化石证实曾有绿短脚鹎栖息于罗德里格斯岛。

## 分类
绿短脚鹎最初被认为是鸫（merle）。在此之前，还有学者认为毛里求斯短脚鹎是绿短脚鹎的亚种。

## 描述
绿短脚鹎的外形与毛里求斯短脚鹎类似，但身体稍小，只有22厘米左右，体重约55克。其身体呈灰偏绿色，有黑色羽冠，瞳孔为明显的白色；喙和脚均带橙色。

## 习性

### 繁殖
夏季时，绿短脚鹎雌性会在岛南方筑杯型巢，并产下两枚卵。

### 食性
绿短脚鹎主要食果。二至三月间，它会从较高海拔地区的潮湿次生林迁徙到峡谷中，以成熟的番石榴为食。花蜜、昆虫和小型蜥蜴丰富了其食物种类。

## 威胁与保护

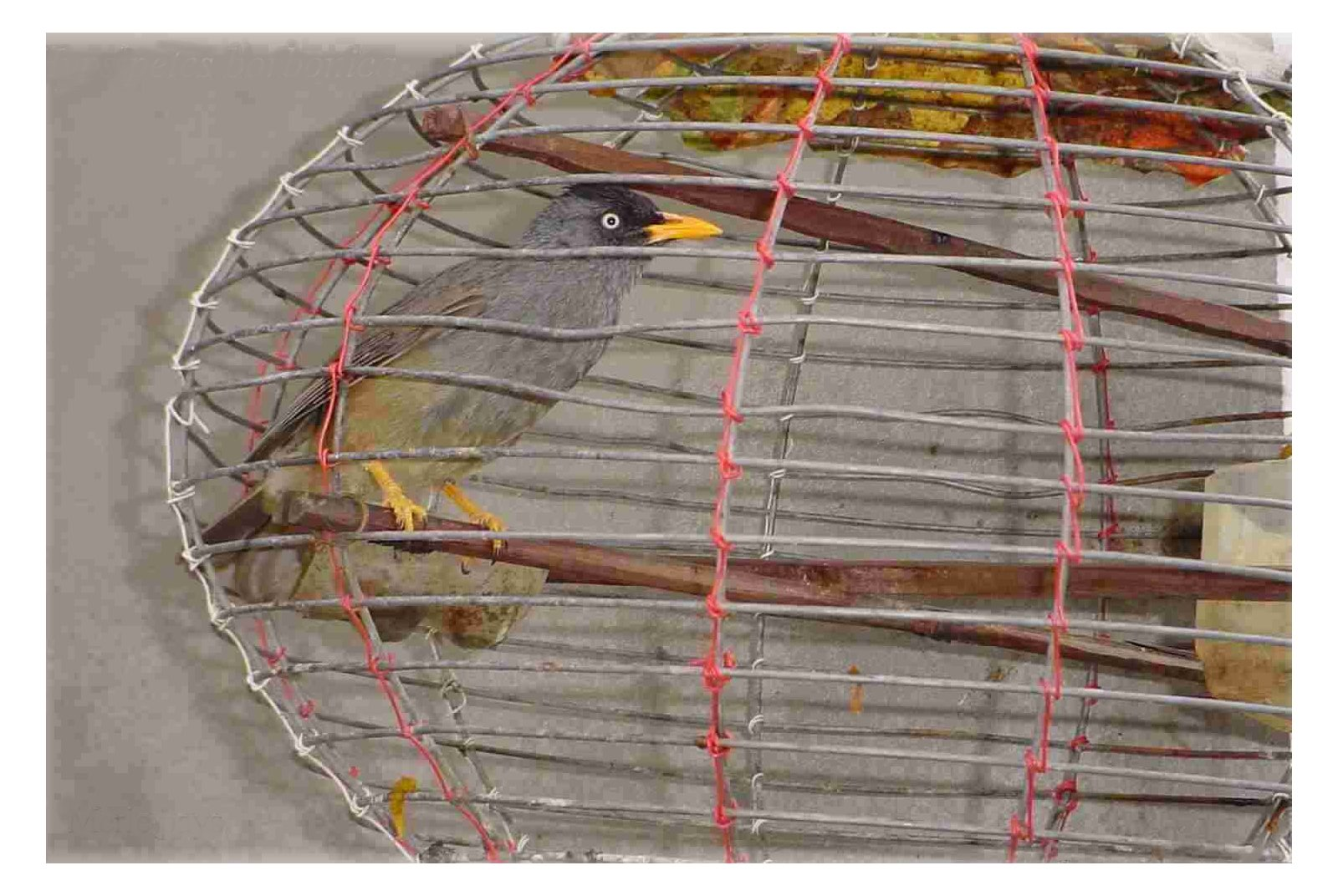
绿短脚鹎为了食用或作为笼养鸟而被捕获，致使其数量大幅减少。尽管该物种享有法律保护，但偷猎案件仍然时有发生。

虽然仅由IUCN评价为近危，但绿短脚鹎已经不再是常见鸟，主要原因可能是盗猎、引入的红耳鹎带来的竞争以及黑鼠的影响。在定居留尼汪的早期，人们发现绿短脚鹎很容易接近，使用简单的工具就能抓到，而且缺乏危机感，每次都能抓到50-100只，便大量捕猎当作食物，制成肉酱，据说如圃鹀一般美味。直到1970年代，仍在遭到过度捕猎。它还会被当作宠物饲养。
根据1980年代的数据推算，绿短脚鹎的种群数量在13700-50000只左右。自1989年以来，绿短脚鹎才享有全面保护地位，其种群数量可能已经在上升。